# Bernhard Waldenfels
Bernhard Waldenfels (ur. 17 marca 1934 w Essen) – niemiecki filozof, emerytowany profesor Uniwersytetu w Bochum. Jest wybitnym interpretatorem współczesnej myśli francuskiej, zajmuje się też filozofią języka i fenomenologią. Waldenfels podejmuje i rozwija fenomenologiczną koncepcję "świata życia" (Lebenswelt), która weszła do filozoficznego języka dzięki "późnej" twórczości Edmunda Husserla. Proponuje nowe spojrzenie na tradycję fenomenologii i próbę jej przewartościowania ("radykalizację fenomenologii"), inspirując się przede wszystkim myślą Maurice'a Merleau-Ponty'ego. Refleksja Waldenfelsa sytuuje się także w kontekście sporu o ponowoczesność. Zalicza się go do najwybitniejszych współczesnych ksenologów (badaczy zjawiska obcości).

## Publikacje
- Das sokratische Fragen, Meisenheim: A. Hain 1961
- Das Zwischenreich des Dialogs. Sozialphilosophische Untersuchungen in Anschluß an E. Husserl, Den Haag: M. Nijhoff 1971 (japan. 1986)
- Der Spielraum des Verhaltens, F./M.: Suhrkamp 1980 (japan. 1987)
- Phänomenologie in Frankreich, F./M.: Suhrkamp 1983
- In den Netzen der Lebenswelt, F./M.: Suhrkamp 1985, ²1994 (serbokroat. 1991)
- Ordnung im Zwielicht, F./M.: Suhrkamp 1987 (engl. 1996)
- Der Stachel des Fremden, F./M.: Suhrkamp 1990, 1998 (slowen., tschech. 1998)
- Einführung in die Phänomenologie, München: Fink 1992 (span. 1997, korean. 1998, ukrain. 2002)
- Antwortregister, F./M.: Suhrkamp 1994
- Deutsch-Französische Gedankengänge, F./M.: Suhrkamp 1995
- Topographie des Fremden - Studien zur Phänomenologie des Fremden 1, F./M.: Suhrkamp 1997 (poln. 2002, ukrain. 2004)
- Grenzen der Normalisierung - Studien zur Phänomenologie des Fremden 2, F./M.: Suhrkamp 1998
- Sinnesschwellen - Studien zur Phänomenologie des Fremden 3, F./M.: Suhrkamp 1999
- Vielstimmigkeit der Rede - Studien zur Phänomenologie des Fremden 4, F./M.: Suhrkamp 1999
- Das leibliche Selbst, hg. von R. Giuliani, F./M.: Suhrkamp 2000 (japan. 2004)
- Einführung in die Phänomenologie, München: Fink 1992 (span. 1997, korean. 1998, ukrain. 2002)
- Verfremdung der Moderne, Wallstein: Göttingen; 2001
- Bruchlinien der Erfahrung, F./M.: Suhrkamp 2002
- Spiegel, Spur und Blick. Zur Genese des Bildes, Köln: Salon Verlag 2003
- Findigkeit des Körpers, Norderstedt: Books on Demand 2004
- Phänomenologie der Aufmerksamkeit, F./M.: Suhrkamp 2004
- Idiome des Denkens. Deutsch-Französische Gedankengänge II, F./M.: Suhrkamp (2005)
- Grundmotive einer Phänomenologie des Fremden, F./M.: Suhrkamp (2006) (poln. 2009)
- Schattenrisse der Moral, F./M.: Suhrkamp 2006
- Antwortregister F./M: Suhrkamp 2007

## Książki i artykuły dostępne w języku polskim
- Pogardzana doxa, [w:] Krasnodębski, Zdzisław; Nellen, Klaus (red.), Świat przeżywany. Fenomenologia i nauki społeczne,

Warszawa 1983.
- Rozumienie i porozumienie. Filozofia społeczna Alfreda Schutza, [w:] Krasnodębski, Zdzisław (red.), Fenomenologia i socjologia, Warszawa 1989.
- Doświadczenie Innego: między zawłaszczeniem a wywłaszczeniem, [w:] Kozakiewicz, Helena; Mokrzycki, Edmund; Siemek, Marek J. (red. nauk.), Racjonalność współczesności. Między filozofią a socjologią, Warszawa 1992.
- Topografia obcego. Studia z fenomenologii obcego, Warszawa 1992.
- Radykalizacja doświadczenia jako podstawa fenomenologii, "Fenomenologia", nr 1/2003.
- Podstawowe motywy fenomenologii obcego, Warszawa 2006.